# خلية العبدلي
 خلية العبدلي أو خلية حزب الله في الكويت، هي خلية إرهابية لحزب الله في الكويت، حظت بدعم لحزب الله اللبناني، وقامت بتخزين وحيازة السلاح في مزرعة بمنطقة العبدلي بكميات كبيرة وتمكنت الأجهزة الأمنية الكويتية من القبض عليها في تاريخ 13 أغسطس 2015.

## المضبوطات
قالت وزارة الداخلية الكويتية في بيان لها إن الأجهزة الأمنية الكويتية ضبطت كمية من الأسلحة مهربة من العراق ومخبأة أسفل منازل قرب الحدود واعتقلت ثلاثة أشخاص يشتبه بأنهم أعضاء في خلية مرتبطة بحزب الله. وشملت المضبوطات على 19 ألف كيلوغرام ذخيرة و144 كيلوغراما من المتفجرات و68 سلاحا متنوعا و204 قنابل يدوية إضافة إلى صواعق كهربائية و 56 قذيفة (آر بي جي). ووفق للبيان فقد عثر في منزل المتهم الثاني الكويتي الجنسية على ثلاث قطع من الأسلحة النارية وكمية من الذخيرة الحية، في حين ضبط المتهم الثالث وعثر في منزله على 3 حقائب تحتوي على أسلحة وذخائر ومواد متفجرة متنوعة.

## المحاكمة
في 15 سبتمبر 2015 بدأت محكمة الجنايات في الكويت أولى جلسات محاكمة المتهمين، وهم 25 كويتيًا وإيراني واحد، ووجهت لهم النيابة العامة الكويتية تهم التخابر مع إيران وحزب الله بقصد القيام بأعمال عدائية ضد دولة الكويت من خلال جلب وتجميع وحيازة أسلحة نارية وذخائر وأجهزة تنصت. وفي 12 يناير 2016 قضت محكمة الجنايات الكويتية باعدام إيراني هارب وكويتي بتهم منها التخابر لصالح إيران وحزب الله اللبناني وحيازة متفجرات، كما قضت المحكمة أيضًا بمعاقبة متهم واحد بالمؤبد ومعاقبة آخرين بفترات سجن مختلفة بين خمس سنوات و15 سنة.

## قائمة المتهمين والأحكام
تظهر القائمة التالية قائمة بأسماء المتهمين والأحكام الصادرة بحقهم:
| اسم المتهم                | الجنسية                  | الحكم الأول              | الاستئناف                | التمييز                  |
| ------------------------- | ------------------------ | ------------------------ | ------------------------ | ------------------------ |
| حسن عبد الهادي حاجيه      | كويتي (سُحبت منه الجنسية) | إعدام                    | إعدام                    | مؤبد                     |
| عمار حسن غلوم             | كويتي                    | 15 سنة سجن               | 4 سنوات سجن              | 15 سنة سجن               |
| حسين علي الطبطبائي        | كويتي                    | 10 سنوات                 | 4 سنوات سجن              | 10 سنوات سجن             |
| محمد جاسم المعراج         | كويتي                    | 15 سنة سجن               | سنتين سجن                | 10 سنوات سجن             |
| علي عبد الكريم عبد الرحيم | كويتي                    | براءة                    | براءة                    | 5 سنوات سجن              |
| جاسم محمد غضنفري          | كويتي                    | مؤبد                     | مؤبد                     | 15 سنة سجن               |
| محمد حسن الحسيني          | كويتي                    | 5 سنوات سجن              | غرامة 5 آلاف دينار كويتي | 10 سنوات سجن             |
| زهير عبد الهادي المحميد   | كويتي                    | 5 سنوات سجن              | 4 سنوات سجن              | 15 سنة سجن               |
| حسن علي جمال              | كويتي                    | 5 سنوات سجن              | غرامة 5 آلاف دينار كويتي | 5 سنوات سجن              |
| حسن مراد جاسم             | كويتي                    | 15 سنة سجن               | 4 سنوات سجن              | 10 سنوات سجن             |
| محمد جعفر حاجي            | كويتي                    | 15 سنة سجن               | غرامة 5 آلاف دينار كويتي | 10 سنوات سجن             |
| عباس عيسى الموسوي         | كويتي                    | 15 سنة سجن               | براءة                    | 10 سنوات سجن             |
| حسن أحمد العطار           | كويتي                    | 15 سنة سجن               | براءة                    | 10 سنوات سجن             |
| عبد المحسن جمال الشطي     | كويتي                    | 15 سنة سجن               | غرامة 5 آلاف دينار كويتي | 10 سنوات سجن             |
| مصطفى عبد النبي خان       | كويتي                    | 15 سنة سجن               | براءة                    | 10 سنوات سجن             |
| حسين جمعه الباذر          | كويتي                    | 15 سنة سجن               | براءة                    | 10 سنوات سجن             |
| يوسف حسن غضنفري           | كويتي                    | 15 سنة سجن               | براءة                    | 10 سنوات سجن             |
| مهدي محمد الموسوي         | كويتي                    | 15 سنة سجن               | براءة                    | 10 سنوات سجن             |
| عيسى جابر باقر            | كويتي                    | 15 سنة سجن               | براءة                    | 10 سنوات سجن             |
| حسن داوود رمضان           | كويتي                    | 15 سنة سجن               | براءة                    | براءة                    |
| جعفر حيدر جمال            | كويتي                    | 15 سنة سجن               | براءة                    | 10 سنوات سجن             |
| هاشم حسين علي             | كويتي                    | 15 سنة سجن               | براءة                    | براءة                    |
| عبد الرضا حيدر دهقاني     | إيراني                   | إعدام                    | إعدام                    | إعدام                    |
| باسل حسين دشتي            | كويتي                    | براءة                    | براءة                    | 5 سنوات سجن              |
| عبد الله حسن الحسيني      | كويتي                    | غرامة 5 آلاف دينار كويتي | غرامة 5 آلاف دينار كويتي | غرامة 5 آلاف دينار كويتي |
| هاني عبد الهادي حاجيه     | كويتي                    | براءة                    | براءة                    | براءة                    |

## العفو
في 8 نوفمبر 2021، أصدر أمير البلاد نواف الأحمد الجابر الصباح عفوًا بإعفاء ستة مُدانين من تنفيذ باقي مدة العقوبة، وتخفيض مدة العقوبة لثمانية عشر مدان إلى النصف.